# Interstate 91
Pour les articles homonymes, voir Route 91.
L'Interstate 91 (I-91) est une autoroute inter-États des États-Unis, située dans le nord-est du pays. Elle traverse les États du Connecticut, du Massachusetts et du Vermont selon un axe nord/sud, en étant une autoroute connectrice majeure du centre du Connecticut et du centre du Massachusetts. De plus, elle est l'une des trois autoroutes inter-États nord/sud situées exclusivement en Nouvelle-Angleterre, avec l'I-89 et l'I-93. Elle traverse les villes de New Haven, de Hartford au Connecticut, de Springfield au Massachusetts ainsi que White River Junction et Saint-Johnsbury au Vermont. D'une longueur de 467 kilomètres, elle est la plus longue des trois autoroutes propres à la Nouvelle-Angleterre.

## Description du tracé
|       | mi     | km     |
| ----- | ------ | ------ |
| CT    | 58,00  | 93,34  |
| MA    | 54,99  | 88,50  |
| VT    | 177,38 | 285,47 |
| Total | 290,33 | 467,24 |

### Connecticut
L'I-91 est le principal corridor sud / nord du centre de l'État. Elle permet de relier les deuxième et troisième ville de l'État, New Haven et Hartford, en plus de relier toute la vallée du fleuve Connecticut. C'est aussi la région la plus peuplée qu'elle traverse sur tout son tracé.

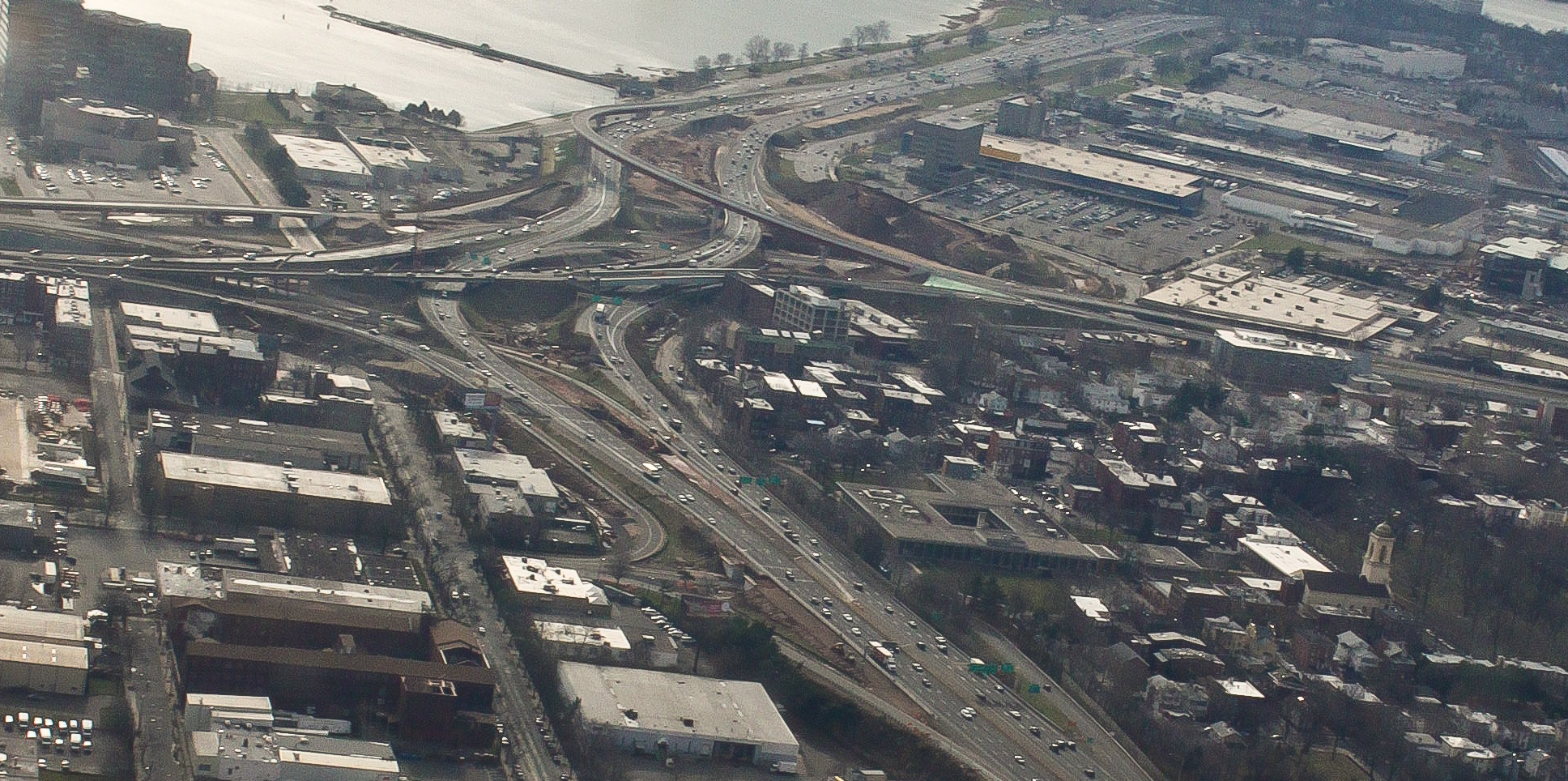
Le terminus sud de l'I-91 à New Haven, avec, en arrière-plan, l'I-95 et la côte Atlantique.

Le terminus sud de l'I-91 est situé juste à l'est du centre-ville de New Haven, sur l'I-95. Elle quitte la ville par le nord-est en traversant la région de North Haven et les banlieues sud d'Hartford, telles que Middletown et East Berlin. Dans la région d'Hartford, elle est à nouveau la principale et la seule autoroute nord/sud à desservir toute la région métropolitaine. Elle croise quelques autoroutes dans cette section, soit l'I-691, la route 9 du Connecticut, l'I-84 et l'I-291. Elle passe juste à l'est du centre-ville en suivant de très près la rive ouest du fleuve Connecticut dans cette section. Par la suite, elle se dirige vers le nord en direction de Windsor et de Windsor Locks, en croisant la route 20 du Connecticut qui permet l'accès à l'Aéroport international Bradley. Environ 19 km au nord, à Sherwood Manor, elle traverse la frontière avec le Massachusetts.

### Massachusetts

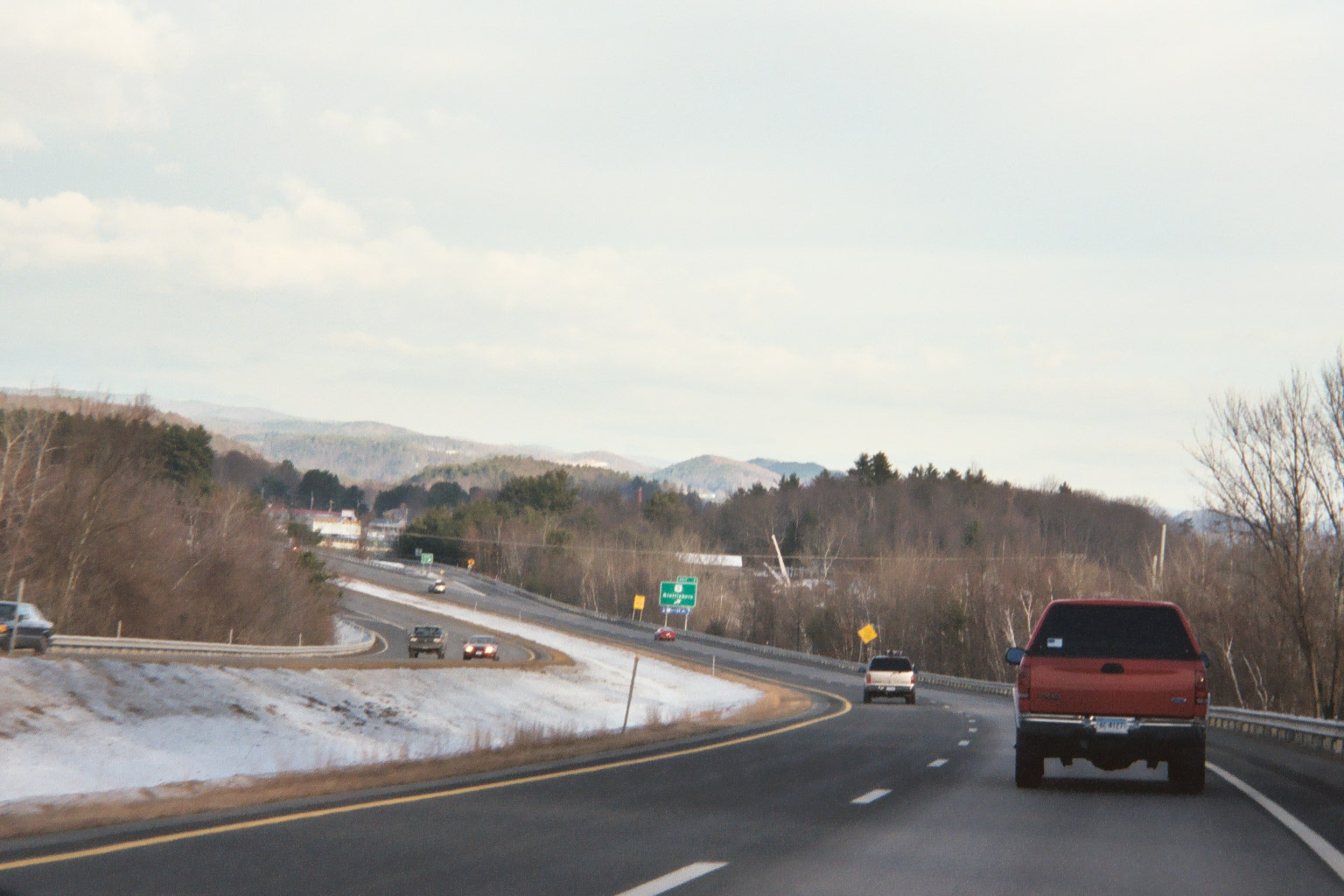
L'I-91 nord près de la frontière entre le Massachusetts et le Vermont

Dès son arrivée dans le Massachusetts, l'I-91 s'approche rapidement de Springfield. Elle traverse la ville sur la rive est du fleuve Connecticut. Dans la ville de Springfield, l'I-91 rencontre l'I-291, l'I-391 et l'I-90 (Massachusetts Turnpike). Elle traverse également le fleuve Connecticut et longe sa rive ouest. Après avoir quitté Springfield, l'I-91 traverse une région plus vallonnée alors qu'elle commence à grimper les trois quarts de son parcours dans l'État, elle traverse cependant une région plus vallonneuse, alors qu'elle commence à monter les Appalaches. Au nord de Springfield, l'I-91 passe par les villes de Northampton et de Greenfield. Environ 19 km au nord de Greenfield, elle traverse la frontière avec le Vermont.

### Vermont

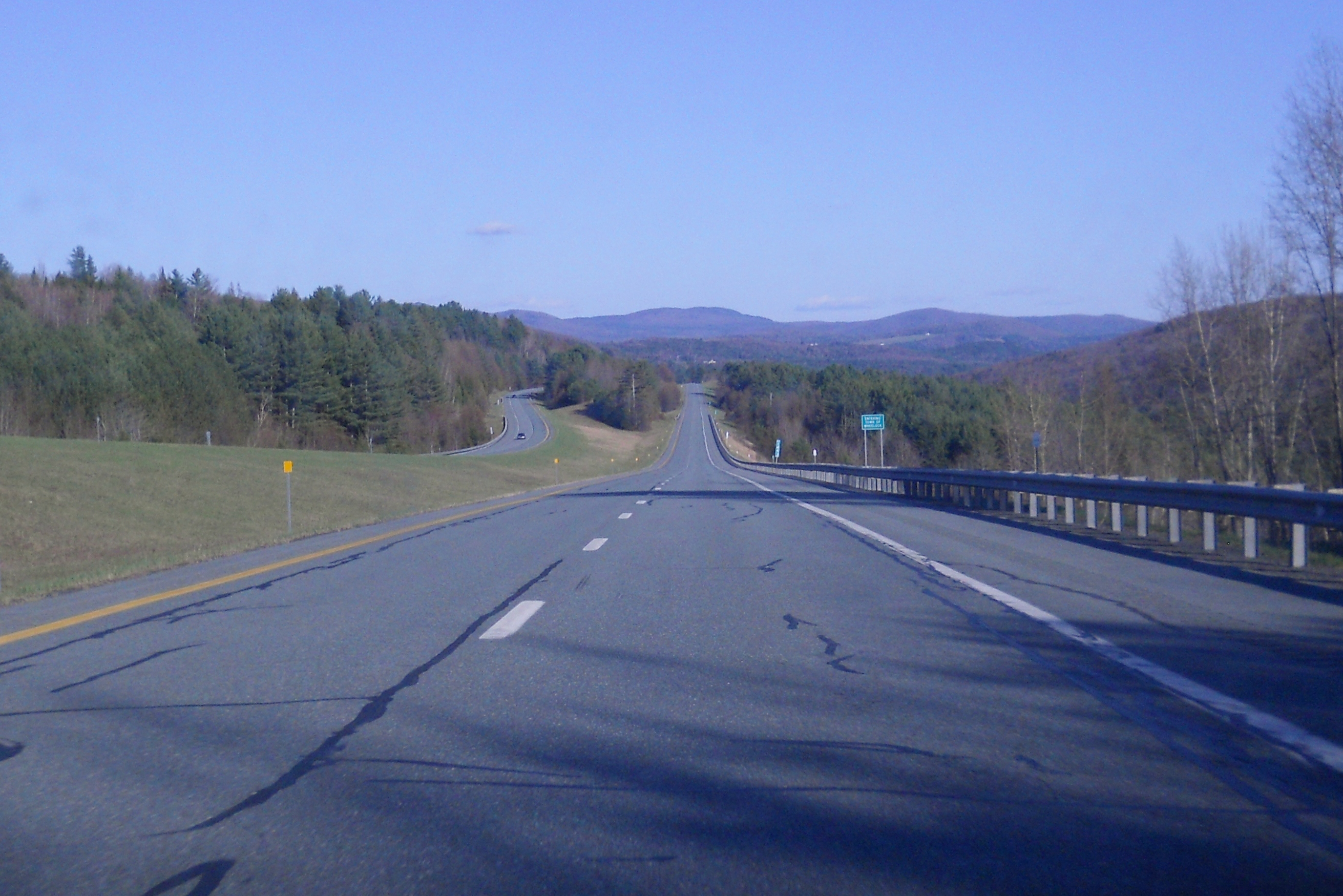
L'I-91 près de Wheelock, entre les sorties 24 et 25 au Vermont.

L'I-91 est la seule autoroute à traverser entièrement le Vermont, du sud au nord. Elle traverse une région très vallonnée en suivant la rive ouest du fleuve Connecticut sur une distance d'environ 193 km. Sur son trajet dans l'État, elle passe près des villes de Brattleboro, de Bellows Falls, de Windsor, de White River Junction et de Wells River. Sur l'ensemble du tronc¸on de 193 km, elle ne croise qu'une seule autoroute, l'I-89, qui assure le lien entre le nord-ouest du Vermont (Montpelier-Burlington) et le sud du New Hampshire, qui est situé de l'autre côté du fleuve Connecticut.
Autour du mile 120, le fleuve bifurque vers l'est tandis que l'I-91 continue sa route vers le nord. À Saint-Johnsbury, elle croise le terminus nord de l'I-93 qui se dirige vers Littleton. Par la suite, elle passe à l'ouest de la ville, puis pour ses 80 derniers kilomètres dans l'État, elle est caractérisée par de nombreuses pentes abruptes (particulièrement entre les sorties 24 et 25, où elle possède sa plus haute altitude, 566 mètres) ainsi que par de longues distances entre les sorties. Elle traverse finalement la région de Newport et de l'est du lac Memphrémagog pour arriver juste au nord du 45e parallèle, soit à la frontière canado-américaine, pour se connecter à l'autoroute 55 en direction de Magog (34 km) ou de Sherbrooke (58 km).

## Liste des sorties

### Connecticut
| Interstate 91                             |                    |       |       |                                           |                                                                                          | |
| Comté                                     | Municipalité       | mi    | km    | Sortie                                    | Intersections / Destinations                                                             | Notes |
| New Haven                                 | New Haven          | 0,00  | 0,00  | 1A                                        | I-95 sud – New York                                                                      | Sortie 48 de l'I-95 nord                                                                                 |
| New Haven                                 | New Haven          | 0,09  | 0,14  | 1                                         | MLK Boulevard – Centre-ville de New Haven                                                | Sortie direction sud, entrée direction nord                                                              |
| New Haven                                 | New Haven          |       |       | 1B                                        | I-95 nord – New London                                                                   | Inclut rampes depuis Wooster Street / Franklin Street                                                    |
| New Haven                                 | New Haven          | 0,63  | 1,01  | 1C                                        | Hamilton Street                                                                          | Pas d'entrée en direction sud                                                                            |
| New Haven                                 | New Haven          | 0,99  | 1,59  | 1D                                        | Trumbull Street                                                                          | |
| New Haven                                 | New Haven          | 1,30  | 2,09  | 1E                                        | US 5 – Fair Haven                                                                        | Sortie direction sud, entrée direction nord                                                              |
| New Haven                                 | New Haven          | 1,44  | 2,32  | 2A                                        | US 5 / Willow Street / Blatchley Avenue                                                  | |
| New Haven                                 | New Haven          | 1,78  | 2,86  | 2                                         | Ferry Street – Fair Haven                                                                | Sortie direction sud, entrée direction nord                                                              |
| New Haven                                 | New Haven          | 2,78  | 4,47  | 2B                                        | Route 17 (en) (Middletown Avenue) / Route 80 (en) – North Branford                       | |
| New Haven                                 | North Haven        | 4,81  | 7,74  | 4                                         | Montowese Avenue                                                                         | |
| New Haven                                 | North Haven        | 6,63  | 10,67 | 6                                         | Route 40 (en) – Mount Carmel, Hamden, Cheshire                                           | |
| New Haven                                 | North Haven        | 7,72  | 12,42 | 7                                         | Route 22 (en) – North Haven                                                              | Sortie direction nord, entrée direction sud                                                              |
| New Haven                                 | North Haven        | 8,58  | 13,81 | 8                                         | US 5 (Washington Avenue)                                                                 | |
| New Haven                                 | Wallingford        | 10,94 | 17,61 | 10                                        | US 5 – Wallingford, North Haven                                                          | |
| New Haven                                 | Wallingford        | 12,30 | 19,79 | 13                                        | Route 150 (en) (Woodhouse Avenue) – Wallingford                                          | Sortie direction nord, entrée direction sud                                                              |
| New Haven                                 | Wallingford        | 13,25 | 21,32 | 13                                        | Route 150 (en) / East Center Street – Wallingford                                        | Sortie direction sud, entrée direction nord                                                              |
| New Haven                                 | Wallingford        | 16,01 | 25,77 | 16                                        | Route 68 (en) – Yalesville, Durham                                                       | |
| New Haven                                 | Meriden            | 19,22 | 30,93 | 19A                                       | East Main Street                                                                         | Sortie direction sud via sortie 19B                                                                      |
| New Haven                                 | Meriden            | 18,87 | 30,37 | 19B                                       | Route 15 (en) nord (Berlin Turnpike) vers I-691 / Route 66 (en)                          | Sortie direction nord, entrée direction sud                                                              |
| New Haven                                 | Meriden            | 19,74 | 31,77 | 19B                                       | Route 15 (en) sud (Willbur Cross Parkway) / East Main Street                             | Sortie direction sud, entrée direction nord                                                              |
| New Haven                                 | Meriden            | 20,11 | 32,36 | 20                                        | I-691 ouest / Route 66 (en) est – Middlefield, Middletown, Meriden, Waterbury            | Sortie en direction nord vers Route 66 est seulement; sortie en direction sud vers I-691 ouest seulement |
| New Haven                                 | Meriden            | 21,14 | 34,02 | 21                                        | Baldwin Avenue / Preston Avenue                                                          | Sortie direction sud, entrée direction nord                                                              |
| Middlesex                                 | Middletown         | 23,16 | 37,27 | 23                                        | Country Club Road / Middle Street                                                        | |
| Middlesex                                 | Cromwell           | 25,74 | 41,42 | 25                                        | Route 372 (en) – Cromwell, Berlin                                                        | |
| Middlesex                                 | Cromwell           | 27,78 | 43,90 | 27A-B                                     | Route 9 (en) – New Britain, Middletown, Old Saybrook                                     | Indiqué sortie 22N (nord) et 22S (sud)                                                                   |
| Hartford                                  | Rocky Hill         | 29,39 | 47,30 | 29                                        | Vers Route 3 (en) – Rocky Hill                                                           | |
| Hartford                                  | Rocky Hill         | 31,67 | 50,97 | 31                                        | Route 99 (en) – Wethersfield, Rocky Hill                                                 | |
| Hartford                                  | Wethersfield       | 33,67 | 54,19 | 33A                                       | Route 3 (en) nord – Glastonbury                                                          | Indiqué sortie 33 en direction nord                                                                      |
| Hartford                                  | Wethersfield       | 33,67 | 54,19 | 33B                                       | Route 3 (en) sud – Wethersfield                                                          | Sortie direction sud, entrée direction nord                                                              |
| Hartford                                  | Wethersfield       | 34,13 | 54,93 | 34                                        | Old Wethersfield                                                                         | |
| Hartford                                  | Hartford           | 35,54 | 57,20 | 35A                                       | Brainard Road / Airport Road                                                             | |
| Hartford                                  | Hartford           | 35,97 | 57,89 | 35B                                       | US 5 / Route 15 (en) sud (Berlin Turnpike) – Wethersfield, Newington                     | Berlin Turnpike non-indiqué en direction nord                                                            |
| Hartford                                  | Hartford           | 36,55 | 58,82 | 36                                        | US 5 / Route 15 (en) nord vers I-84 est – East Hartford, Boston                          | Sortie direction nord, entrée direction sud                                                              |
| Hartford                                  | Hartford           | 37,55 | 60,43 | 37                                        | Capitol Area                                                                             | |
| Hartford                                  | Hartford           | 38,34 | 61,70 | 38C                                       | I-84 est / Route 2 (en) est – East Hartford, New London                                  | Sortie direction sud, entrée direction nord; sortie 51-52 de l'I-84                                      |
| Hartford                                  | Hartford           | 38,18 | 61,44 | 38D                                       | State Street                                                                             | Pas de sortie en direction nord                                                                          |
| Hartford                                  | Hartford           | 38,47 | 61,91 | 38A                                       | I-84 ouest – Waterbury                                                                   | |
| Hartford                                  | Hartford           | 38,47 | 61,91 | 38B                                       | Trumbull Street                                                                          | Sorties seulement                                                                                        |
| Hartford                                  | Hartford           | 39,55 | 63,65 | —                                         | Leibert Road                                                                             | Sortie direction sud, entrée direction nord pour voies réservées aux HOV; terminus sud des voies HOV     |
| Hartford                                  | Hartford           | 39,86 | 64,15 | 39                                        | Jennings Road                                                                            | |
| Hartford                                  | Windsor            | 41,14 | 66,21 | 41                                        | Route 159 (en) (Windsor Avenue / North Main Street)                                      | |
| Hartford                                  | Windsor            | 42,20 | 67,91 | 42A-B                                     | I-291 est – South Windsor, Manchester, Pont Bissell Route 218 (en) – Windsor, Bloomfield | Indiqué sortie 42A (I-291) et 42B (Route 218); sortie 1-2B de l'I-291                                    |
| Hartford                                  | Windsor            | 42,22 | 67,95 | —                                         | Route 218 (en) – Windsor                                                                 | Sortie direction nord, entrée direction sud pour les voies HOV                                           |
| Hartford                                  | Windsor            | 43,52 | 70,04 | 43                                        | Route 178 (en) (Park Avenue) – Bloomfield                                                | |
| Hartford                                  | Windsor            | 44,50 | 71,62 | 44                                        | Route 305 (en) – Windsor centre                                                          | Sortie et additionnelle direction nord, entrée additionnelle direction sud pour les voies HOV            |
| Hartford                                  | Windsor            | 45,99 | 74,01 | —                                         | Route 75 (en) – Poquonock                                                                | Sortie direction nord, entrée direction sud pour les voies HOV                                           |
| Hartford                                  | Windsor            | 45,99 | 74,01 | 45                                        | Route 75 (en) / Day Hill Road – Poquonock, Windsor                                       | Indiqué sortie 45A (Route 75) et 45B (Day Hill Road) en direction sud                                    |
| Hartford                                  | Windsor            | 46,69 | 75,14 | Terminus nord des voies réservées aux HOV | Terminus nord des voies réservées aux HOV                                                | Terminus nord des voies réservées aux HOV                                                                |
| Hartford                                  | Windsor Locks      | 47,44 | 76,35 | 47                                        | Kennedy Road vers Center Street                                                          | Sortie direction nord, entrée direction sud                                                              |
| Hartford                                  | Windsor Locks      | 48,22 | 77,60 | 48                                        | Route 20 (en) – Aéroport international Bradley                                           | |
| Hartford                                  | Windsor Locks      | 48,62 | 78,25 | 48A                                       | Center Street                                                                            | Sortie en direction sud seulement                                                                        |
| Hartford                                  | Windsor Locks      | 49,58 | 79,79 | 49                                        | Vers Route 159 (en) – Windsor Locks                                                      | |
| Hartford                                  | Fleuve Connecticut | 49,58 | 79,79 | Pont Dexter Coffin                        | Pont Dexter Coffin                                                                       | Pont Dexter Coffin                                                                                       |
| Hartford                                  | East Windsor       | 50,33 | 81,00 | 50                                        | US 5 sud – East Windsor                                                                  | |
| Hartford                                  | East Windsor       | 51,09 | 82,22 | 51                                        |                                                                                          | |
| Hartford                                  | Enfield            | 52,74 | 84,88 | 52                                        | US 5 (King Street)                                                                       | |
| Hartford                                  | Enfield            | 55,57 | 89,43 | 55A-B                                     | Route 190 (en) – Hazardville, Somers, Suffield                                           | Indiqué sortie 55A (est) et 55B (ouest)                                                                  |
| Hartford                                  | Enfield            | 56,10 | 90,28 | 56                                        | Route 220 (en) (Elm Street) – Thompsonville                                              | |
| Hartford                                  | Enfield            | 57,73 | 92,91 | 57                                        | US 5 (Enfield Street) – Longmeadow                                                       | |
| Hartford                                  | Enfield            | 58,00 | 93,34 |                                           | I-91 nord – Springfield                                                                  | Continue au Massachusetts                                                                                |
| - Accès incomplet - Accès réservé aux HOV |                    |       |       |                                           |                                                                                          | |

### Massachusetts
| Interstate 91                                     |                  |       |       |        |                                                                                | |
| Comté                                             | Municipalité     | mi    | km    | Sortie | Intersections / Destinations                                                   | Notes |
| Hampden                                           | Springfield      | 0,00  | 0,00  |        | I-91 sud – Hartford, New Haven                                                 | Continue au Connecticut                                                                                            |
| Hampden                                           | Springfield      | 3,84  | 6,17  | 1      | US 5 sud – Forest Park, Longmeadow                                             | Terminus sud du multiplex avec US 5; sortie direction sud, entrée direction nord                                   |
| Hampden                                           | Springfield      | 3,69  | 5,95  | 2      | Route 83 (en) sud – Forest Park, East Longmeadow                               | Pas de sortie en direction sud                                                                                     |
| Hampden                                           | Springfield      | 4,14  | 6,67  | 3      | US 5 nord vers Route 57 (en) / East Columbus Avenue – West Springfield, Agawam | Terminus nord du multiplex avec US 5; Columbus Avenue non-indiqué en direction sud                                 |
| Hampden                                           | Springfield      | 4,57  | 7,35  | 4      | Broad Street / Main Street                                                     | Indication en direction nord                                                                                       |
| Hampden                                           | Springfield      | 4,72  | 7,60  | 4      | Route 83 (en) sud (Main Street) – East Longmeadow                              | Indication en direction sud                                                                                        |
| Hampden                                           | Springfield      | 5,25  | 8,45  | 5      | Union Street / MGM Way – Centre-ville de Springfield                           | |
| Hampden                                           | Springfield      | 5,99  | 9,64  | 5B     | Hall of Fame Avenue – Centre-ville de Springfield                              | Sortie direction sud, entrée direction nord                                                                        |
| Hampden                                           | Springfield      | 6,30  | 10,13 | 6      | I-291 / US 20 est vers I-90 Toll / Mass Pike est – Boston                      | Indiqué sortie 6B en direction sud; I-90 indiqué en direction nord seulement; sortie 1 de l'I-291                  |
| Hampden                                           | Springfield      | 6,68  | 10,75 | 7      | US 20 ouest / Route 20A (en) est – West Springfield, Westfield                 | Pas de sortie en direction sud; indiqué sortie 7A (est) et 7B (ouest); pas d'entrée direction sud depuis Route 20A |
| Hampden                                           | Springfield      | 7,18  | 11,55 | 8      | Route 116 (en) (Main Street)                                                   | Sortie et entrée en direction nord                                                                                 |
| Hampden                                           | Springfield      | 7,48  | 12,04 | 8      | US 20 ouest (Birnie Avenue) – West Springfield                                 | Sortie direction sud seulement                                                                                     |
| Hampden                                           | Chicopee         | 8,29  | 13,34 | 9      | I-391 nord – Chicopee, Holyoke                                                 | Sortie 1A-B de l'I-391 sud                                                                                         |
| Hampden                                           | West Springfield | 9,18  | 14,77 | 10A    | US 5 nord (Riverdale Street)                                                   | |
| Hampden                                           | West Springfield | 9,18  | 14,77 | 10B    | US 5 sud – West Springfield                                                    | |
| Hampden                                           | West Springfield | 11,55 | 18,58 | 11     | I-90 Toll / Mass Pike – Boston, Albany                                         | Sortie 45 de l'I-90                                                                                                |
| Hampden                                           | Holyoke          | 12,40 | 19,95 | 12     | Lower Westfield Road – Ingleside                                               | |
| Hampden                                           | Holyoke          | 14,22 | 22,88 | 14     | US 202 – Holyoke, South Hadley                                                 | |
| Hampden                                           | Holyoke          | 15,19 | 24,44 | 15     | Route 141 (en) – Holyoke, Easthampton                                          | Indiqué sortie 15A (est) et 15B (ouest) en direction nord                                                          |
| Hampshire                                         | Northampton      | 22,82 | 36,72 | 23     | US 5 – Northampton, Easthampton                                                | |
| Hampshire                                         | Northampton      | 24,76 | 39,85 | 25     | Route 9 (en) – Hadley, Amherst                                                 | Sortie direction nord, entrée direction sud                                                                        |
| Hampshire                                         | Northampton      | 26,02 | 41,87 | 26     | US 5 / Route 10 (en) / Route 9 (en) – Northampton, Hadley                      | Sortie direction sud, entrée direction nord                                                                        |
| Hampshire                                         | Northampton      | 27,28 | 43,90 | 27     | US 5 / Route 10 (en) – Hatfield                                                | |
| Hampshire                                         | Hatfield         | 29,94 | 48,18 | 30     | US 5 / Route 10 (en) – Hatfield nord, Whately                                  | Sortie direction nord, entrée direction sud                                                                        |
| Franklin                                          | Whately          | 32,31 | 52,00 | 32     | US 5 / Route 10 (en) – Whately, Hatfield nord                                  | Sortie direction sud, entrée direction nord                                                                        |
| Franklin                                          | Whately          | 34,71 | 55,86 | 35     | US 5 / Route 10 (en) vers Route 116 (en) – Deerfield, Conway                   | Pas d'entrée en direction nord                                                                                     |
| Franklin                                          | Deerfield        | 35,89 | 57,76 | 36     | Route 116 (en) – Deerfield, Conway                                             | Sortie direction sud, entrée direction nord                                                                        |
| Franklin                                          | Greenfield       | 43,01 | 69,22 | 43     | Route 2 (en) ouest / Route 2A (en) est – Greenfield Center, North Adams        | Terminus sud du multiplex avec Route 2                                                                             |
| Franklin                                          | Greenfield       | 45,75 | 73,63 | 46     | Route 2 (en) est – Boston                                                      | Terminus nord du multiplex avec Route 2                                                                            |
| Franklin                                          | Bernardston      | 50,36 | 81,05 | 50     | Route 10 (en) – Bernardston, Northfield                                        | Indiqué sortie 50A (nord) et 50B (sud) en direction nord                                                           |
| Franklin                                          | Bernardston      | 54,90 | 88,35 |        | I-91 nord – Brattleboro                                                        | Continue au Vermont                                                                                                |
| - Terminus de multiplex - Péage - Accès incomplet |                  |       |       |        |                                                                                | |

### Vermont
| Interstate 91 |                                   |        |        |                                            |                                                                     |                                                               |
| Comté         | Municipalité                      | mi     | km     | Sortie                                     | Intersections / Destinations                                        | Notes                                                         |
| Windham       | Guilford                          | 0,00   | 0,00   |                                            | I-91 sud – Greenfield, Springfield                                  | Continue au Massachusetts                                     |
| Windham       | Brattleboro                       | 7,48   | 12,04  | 7                                          | US 5 vers VT 142 (en) – Brattleboro, Guilford                       |                                                               |
| Windham       | Brattleboro                       | 9,10   | 14,64  | 8                                          | VT 9 (en) ouest – Brattleboro, Bennington                           |                                                               |
| Windham       | Brattleboro                       | 11,55  | 18,59  | 11                                         | US 5 / VT 9 (en) est – Brattleboro, Keene                           |                                                               |
| Windham       | Putney                            | 17,95  | 28,89  | 18                                         | US 5 – Putney                                                       |                                                               |
| Windham       | Westminster                       | 28,61  | 46,04  | 28                                         | Vers US 5 / VT 123 (en) – Westminster, Bellows Falls, Walpole       |                                                               |
| Windham       | Rockingham                        | 35,20  | 56,65  | 35                                         | US 5 / VT 103 (en) – Rockingham, Rutland, Bellows Falls             |                                                               |
| Windsor       | Springfield                       | 41,69  | 67,09  | 41                                         | US 5 / VT 11 (en) – Springfield                                     |                                                               |
| Windsor       | Weathersfield                     | 51,37  | 82,67  | 51                                         | VT 131 (en) / US 5 / VT 12 (en) – Ascutney, Windsor                 |                                                               |
| Windsor       | Hartland                          | 60,45  | 97,29  | 60                                         | US 5 / VT 12 (en) – Hartland, Windsor                               |                                                               |
| Windsor       | Hartford                          | 69,81  | 112,35 | 69                                         | I-89 – Concord, Barre, Montpelier                                   | Indiqué sortie 69A (sud) et 69B (nord); sortie 1A-B de l'I-89 |
| Windsor       | Hartford                          | 70,20  | 112,98 | 70                                         | US 5 – White River Junction                                         |                                                               |
| Windsor       | Hartford                          | 72,01  | 115,89 | 72                                         | Vers US 5 – Wilder, White River Junction                            |                                                               |
| Windsor       | Norwich                           | 74,83  | 120,43 | 74                                         | US 5 / VT 10A (en) – Norwich, Hanover                               |                                                               |
| Orange        | Thetford                          | 84,21  | 135,52 | 84                                         | VT 113 (en) vers US 5 – Thetford                                    |                                                               |
| Orange        | Fairlee                           | 91,54  | 147,32 | 91                                         | US 5 – Fairlee, Orford                                              |                                                               |
| Orange        | Bradford                          | 97,63  | 157,12 | 97                                         | VT 25 (en) vers US 5 – Bradford, Barre                              |                                                               |
| Orange        | Newbury                           | 110,34 | 177,58 | 110                                        | US 302 vers US 5 – Wells River, Woodsville                          |                                                               |
| Caledonia     | Barnet                            | 120,45 | 193,85 | 120                                        | Vers US 5 – Barnet, Peacham                                         |                                                               |
| Caledonia     | Saint-Johnsbury                   | 128,25 | 206,40 | 128                                        | I-93 sud – Littleton                                                | Sortie 11A-B de l'I-93 nord; terminus nord de l'I-93          |
| Caledonia     | Saint-Johnsbury                   | 128,89 | 207,43 | 129                                        | US 5 – Saint-Johnsbury, Passumpsic                                  |                                                               |
| Caledonia     | Saint-Johnsbury                   | 130,60 | 210,18 | 130                                        | US 2 – Saint-Johnsbury, Montpelier                                  |                                                               |
| Caledonia     | Saint-Johnsbury                   | 132,55 | 213,32 | 132                                        | Vers US 5 – Saint-Johnsbury                                         |                                                               |
| Caledonia     | Lyndon                            | 137,11 | 220,66 | 137                                        | US 5 vers VT 114 (en) – Lyndonville, East Burke                     |                                                               |
| Caledonia     | Lyndon                            | 140,18 | 225,60 | 139                                        | VT 122 (en) vers US 5 / VT 114 (en) – Sheffield, Burke, Lyndonville |                                                               |
| Orleans       | Barton                            | 155,95 | 250,98 | 155                                        | VT 16 (en) vers US 5 – Barton, Glover                               |                                                               |
| Orleans       | Tripoint Barton–Orleans– Irasburg | 161,41 | 259,76 | 161                                        | US 5 / VT 58 (en) – Orleans, Irasburg                               |                                                               |
| Orleans       | Derby                             | 170,06 | 273,69 | 170                                        | VT 191 (en) vers US 5 / VT 105 (en) – Newport                       |                                                               |
| Orleans       | Derby                             | 172,40 | 277,45 | 172                                        | US 5 / VT 105 (en) – Newport, Derby centre                          |                                                               |
| Orleans       | Derby                             | 177,27 | 285,29 | 177                                        | Vers US 5 – Derby Line                                              | Dernière sortie aux États-Unis                                |
| Orleans       | Derby                             | 177,43 | 285,55 | Poste frontalier de Derby Line-Rock Island | Poste frontalier de Derby Line-Rock Island                          | Poste frontalier de Derby Line-Rock Island                    |
| Orleans       | Derby                             | 177,43 | 285,55 |                                            | A-55 nord – Magog, Sherbrooke, Montréal                             | Continue au Québec                                            |
|               |                                   |        |        |                                            |                                                                     |                                                               |

## Autoroutes reliées

### Connecticut
- Interstate 291
- Interstate 691

### Massachusetts
- Interstate 291
- Interstate 391

## Frontière internationale
Le terminus nord de l'I-91 se situe au poste frontalier de Derby Line au Vermont et de Stanstead au Québec. Il est le troisième poste le plus achalandé entre le Québec et les États-Unis (après celui de Lacolle et Saint-Armand), et le deuxième entre le Vermont et le Québec. Quatre voies sont disponibles en direction nord (vers le Canada) pour l'inspection et deux voies sont disponibles en direction sud (vers les États-Unis). Le poste est également l'un des deux seuls à relier deux autoroutes continues d'un pays à l'autre, l'autre étant celui de Lacolle (I-87 / A-15).